# Dichodontium pellucidum
Dichodontium pellucidum, auf Deutsch auch Durchscheinendes Doppelzahnmoos, ist ein kalkholdes Laubmoos, welches an feuchten bis nassen Standorten in den gemäßigten Breiten der Nordhemisphäre vorkommt.

## Beschreibung
Die zweihäusigen Pflanzen bilden dunkelgrünen bis gelbgrünen Rasen auf und werden 2–4 cm hoch, manchmal auch deutlich höher.
Die breit lanzettlichen bis zungenförmigen Blätter sind feucht sparrig abstehend bis zurückgebogen, in trockenem Zustand leicht gedreht bis kraus. Die Blattbasis umfasst leicht den Stängel. Der Blattrand ist im unteren Teil des Blattes glatt oder etwas gewellt, gegen die Spitze gekerbt. Insgesamt sind Blattform und Ausbildung des Blattrandes aber sehr variabel.
Die Blattrippe endet kurz vor der Blattspitze. Die Zellen der Blattfläche sind stark mamillös.
Die glatte, aufrechte bis waagerecht geneigte, eiförmige Kapsel sitzt auf einer relativ kurzen, gelbbraunen Seta.

## Verbreitung
Dichodontium pellucidum ist vor allem in den Gebirgen der Nordhemisphäre verbreitet. Im Flachland kommt es nur selten vor.
Es wächst an kalkhaltigen, nassen Standorten, beispielsweise auf Steinen an Bächen, auf feuchten Mauern oder auf Sand an Bachufern.

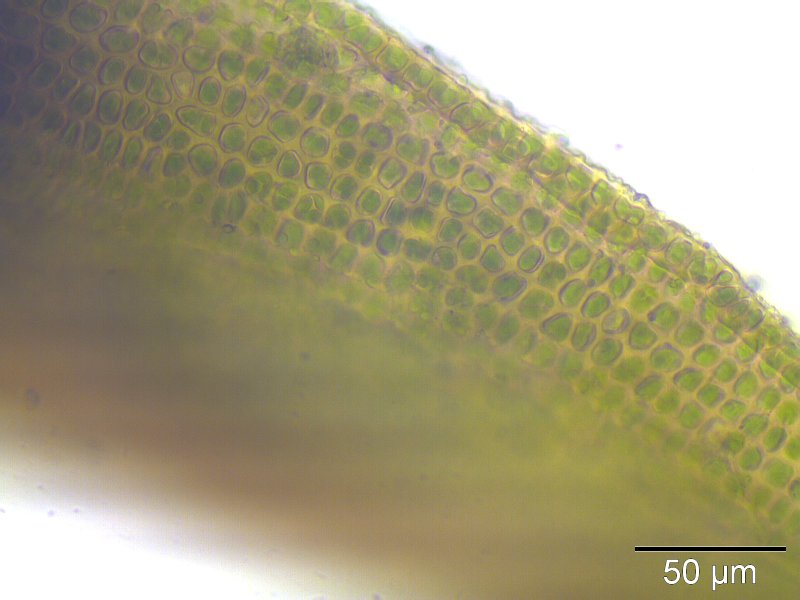
Blattrand und Laminazellen bei 400-facher Vergrößerung